# Émile Appay
Émile Appay (1876-1935)  foi um pintor de paisagens francês.
Appay inicia-se na pintura, sob a tutela de Henri Harpignies (1819-1916) e  Paul Lecomte (1842-1920).
Detentor de ampla produção, também pintor a óleo e aquarelista, mostra em muitas de suas obras mais refinadas a influência do Veduta. Suas obras mais admiradas, no entanto, são aquelas realizadas en plein air. Suas pinturas ou aguarelas rico em detalhes e usualmente em grande escala que apresenta a perspectiva de uma paisagem urbana ou de outros panoramas.
Se encontrou com Derain.
A obra de Appay mostrou uma superfície mais tranquila, produto da aplicação de tonalidades quentes e harmônicas. Frequentemente tratadas a aquarela, as paisagens demonstram mais liberdade na execução.

## Galerias e Salon
- Galerie Georges Petit
- Galerie Pierre le Chevallier
- Galerie Jules Gautier, Paris (1911 - 1920) [1]  ·  [2]
- Galerie P. Hénaut (Paris) (1928 - 1934)[3]  ·  [4]
- Exposition du Salon des Armées (1916)

Salon de Paris
Exibe pela primeira vez no Salon de Paris de 1910, frequentando também as seguintes edições (1910 – 1920).

## Obras
em suas viagens e estadias na Itália, na Espanha, na Córsega e na Norte de África
- Vue de la Salute, Venise - Pintura, óleo/tela (38 x 55 cm)
- Pont d’Alcantara (Toledo) - aguarela, (65 x 90 cm)
- Gorges de la Restonica  - aguarela,  (57 x 76 cm)
- Vue du port de Sousse, (Tunísia) - aguarela,  (35,5 x 25,5 cm)

Appay na Normandia:
- Rue de Louviers animée (Eure), Aguarela, (33 x 44 cm)
- Le Château Gaillard - Au petit Andely - Aguarela,  (60 x 75 cm)
- Pont sur la Seine à Rouen - Pintura, óleo  (38x55 cm)

além das paisagens da Costa Azul:

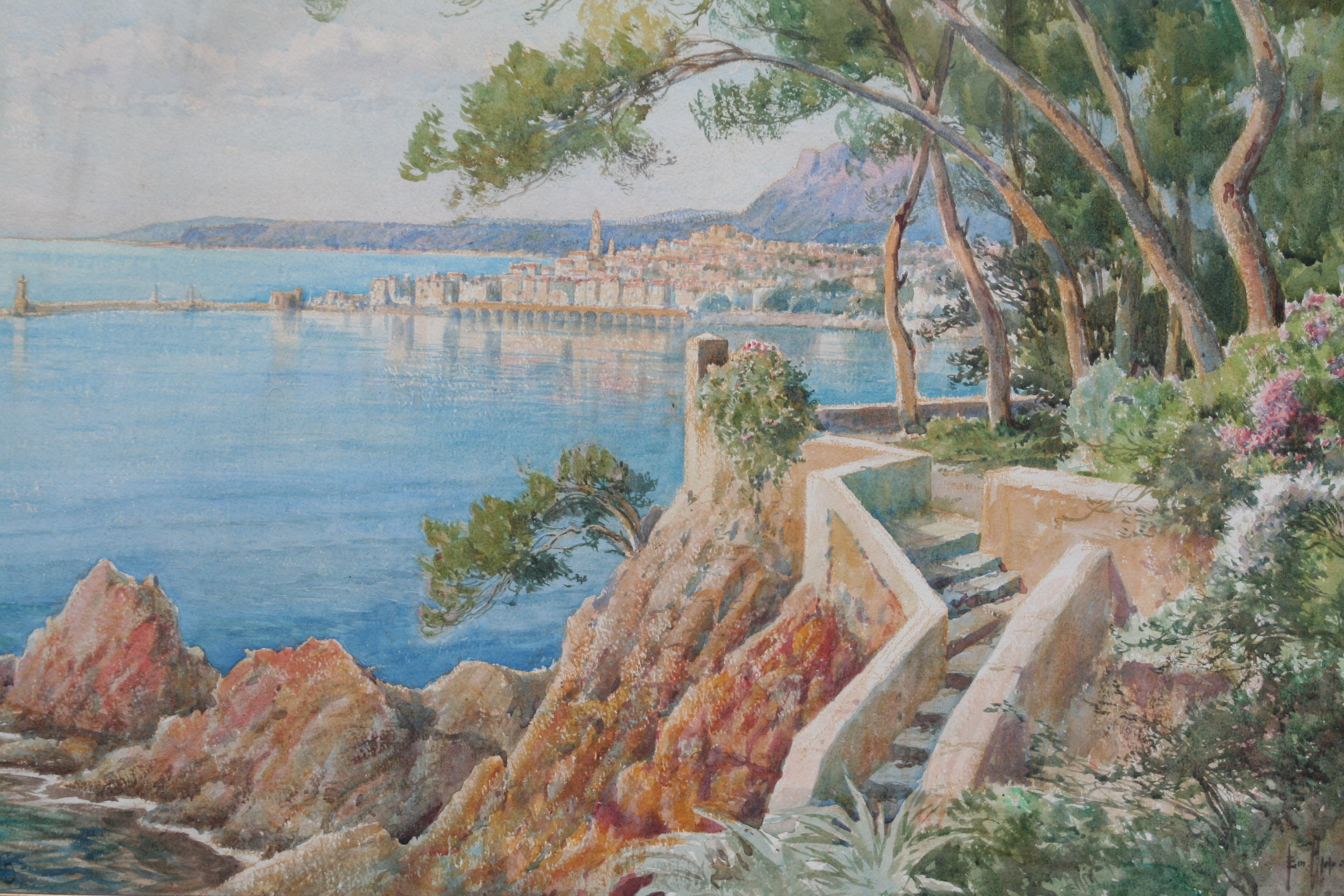
Émile Appay - Menton

- Bord de mer près de Toulon - Aguarela,  (37,5 x 58 cm)
- La Roquette, vallée du Var - Aguarela,  (30 x 37,5 cm)
- Menton - (70 x 54 cm)
- Paysage méditerranéen aux pins parasols - óleo  (38 x 46 cm)
- Bord du Var près de Nice - - Aguarela,

Entre suas obras mais importantes estão Le port de Marseille - aguarela, (38 x 57 cm) ;  Le Mont-Blanc - aguarela, (77 x 53 cm)  e  Menton - óleo  (70 x 54 cm)..